# Hymenostilbe muscaria
Hymenostilbe muscaria är en svampart som beskrevs av Petch 1931. Hymenostilbe muscaria ingår i släktet Hymenostilbe och familjen Ophiocordycipitaceae.   Inga underarter finns listade i Catalogue of Life.